# Parathectis
Parathectis is een geslacht van vlinders van de familie tastermotten (Gelechiidae).

## Soorten
- P. farinata (Meyrick, 1913)
- P. sordidula (Meyrick, 1913)